# اوتو هافمن
اوتو هافمن (انگلیسی: Otto Hoffman؛ ۲ مهٔ ۱۸۷۹ – ۲۳ ژوئن ۱۹۴۴) یک هنرپیشه اهل ایالات متحده آمریکا بود.

## گزیده فیلم‌شناسی
از فیلم‌ها یا برنامه‌های تلویزیونی که وی در آن نقش داشته‌است می‌توان به آثار زیر اشاره کرد.
- دختر گایتی (۱۹۲۴)
- اعترافات یک ملکه (۱۹۲۵)
- دایره (۱۹۲۵)
- عقاب (۱۹۲۵)
- ترور (فیلم ۱۹۲۸) (۱۹۲۸)
- کشتی نوح (۱۹۲۸)
- آبراهام لینکلن (۱۹۳۰)
- سیمارون (۱۹۳۱)
- پسر هند (۱۹۳۱)
- کالیبر بزرگ (۱۹۳۵)
- وسوسه باشکوه (۱۹۳۵)
- در گرداگرد شهر (۱۹۳۷)
- گوژپشت نتردام (۱۹۳۹)
- توپ آتش
- خبرنگار خارجی
- داستان لوئی پاستور
- این زمین مال من است